# مخزن سد نیژنه‌کامسک
مخزن سد نیژنه‌کامسک (انگلیسی: Nizhnekamsk Reservoir) یک مخزن سد در تاتارستان کشور روسیه است.